# Vasileostrovskij rajon
Il Vasileostrovskij rajon (in russo Василеостровский район?) è uno dei rajon in cui è suddivisa la città federale di San Pietroburgo, in Russia.